# Fussballclub Winterthur 2013-2014
Questa voce raccoglie le informazioni riguardanti il Fussballclub Winterthur nelle competizioni ufficiali della stagione 2013-2014.

## Stagione

### Preparazione
I leoni si presentarono al nastro di partenza con gli ingaggi del terzino Simon Grether (in sostituzione di Nick von Niederhäusern, ceduto al Vaduz) e lo svincolato difensore centrale Patrik Baumann. Quest'ultimo poteva essere considerato il sostituto di Beg Ferati, trasferitosi al Sion dopo una sola mezza stagione. Durante la preparazione venne inoltre perfezionato l'acquisto di Gianluca D'Angelo, un mediano proveniente dal Bellinzona, il quale non tardò a mettersi in mostra per le sue doti difensiviste. Sempre dai ticinesi, falliti al termine della stagione precedente, venne prelevato l'attaccante Antonio Marchesano. Gli ultimi volti nuovi furono Davide D'Acunto, un altro mediano proveniente dallo Sciaffusa, e il portiere Sascha Studer, di ritorno alla Schützenwiese dopo un prestito annuale. Nelle partite di preparazione il Winterthur fece registrare un bilancio abbastanza positivo, tra le quali spiccò un pareggio per 1-1 contro lo Young Boys.
In merito all'obiettivo stagionale, il quotidiano cittadino Der Landbote scrisse che poteva essere «solo la promozione». Traguardo che venne conseguentemente ribadito dall'attaccante Patrick Bengondo, nonché dall'allenatore Boro Kuzmanovic al termine della stagione precedente. Dei titolari lasciò la società il solo Beg Ferati, ma in confronto alla passata stagione il Winterthur aveva maggiori alternative difensive.

### Girone di andata
Il campionato del Winterthur prese il via con due sconfitte consecutive, le quali mandarono anticipatamente in frantumi le alte aspettative di inizio stagione. Dopo quattro giornate, nelle quali i leoni confezionarono il misero bottino di sei punti, l'allenatore Kuzmanovic definì la squadra ancora troppo «barcollante e incline», mentre per il Landbote venne a mancare la «stabilità di una squadra di vertice».

## Rosa
| N. |                        | Ruolo | Calciatore          |
| -- | ---------------------- | ----- | ------------------- |
| 1  | Brasile (bandiera)     | P     | Christian Leite     |
| 1  | Svizzera (bandiera)    | P     | Matthias Minder     |
| 2  | Grecia (bandiera)      | D     | Savvas Exouzidīs    |
| 3  | Brasile (bandiera)     | D     | Paulinho            |
| 4  | Svizzera (bandiera)    | C     | Nicola Zuffi        |
| 5  | Svizzera (bandiera)    | D     | Stefan Iten         |
| 6  | Svizzera (bandiera)    | D     | Daniel Sereinig     |
| 7  | Svizzera (bandiera)    | C     | Tunahan Çiçek       |
| 7  | Paesi Bassi (bandiera) | C     | Kristian Kuzmanovic |
| 9  | Svizzera (bandiera)    | A     | Patrick Bengondo    |
| 10 | Francia (bandiera)     | C     | Amin Tighazoui      |
| 11 | Svizzera (bandiera)    | A     | Janko Pacar         |
| 13 | Svizzera (bandiera)    | C     | Gianluca D'Angelo   |
| 14 | Svizzera (bandiera)    | D     | Simon Grether       |
| 15 | Svizzera (bandiera)    | D     | Patrik Schuler      |
| 16 | Svizzera (bandiera)    | D     | Jonas Elmer         |

| N. |                     | Ruolo | Calciatore         |
| -- | ------------------- | ----- | ------------------ |
| 17 | Svizzera (bandiera) | D     | Patrik Baumann     |
| 19 | Croazia (bandiera)  | C     | Mario Budimir      |
| 20 | Germania (bandiera) | C     | Davide D'Acunto    |
| 21 | Svizzera (bandiera) | C     | Denis Simijonovic  |
| 22 | Svizzera (bandiera) | C     | Marco Aratore      |
| 23 | Svizzera (bandiera) | C     | Antonio Marchesano |
| 24 | Svizzera (bandiera) | A     | Genc Krasniqi      |
| 25 | Svizzera (bandiera) | D     | Manuel Akanji      |
| 26 | Svizzera (bandiera) | A     | Kevin Hediger      |
| 27 | Svizzera (bandiera) | D     | Tobias Schättin    |
| 27 | Zimbabwe (bandiera) | A     | Newton Ben Katanha |
| 28 | Svizzera (bandiera) | P     | Sascha Studer      |
| 29 | Svizzera (bandiera) | C     | Ariel Dakouri      |
| 30 | Svizzera (bandiera) | C     | Maurizio Brunetti  |
| 30 | Svizzera (bandiera) | C     | Fabian Ritter      |
| 30 | Svizzera (bandiera) | A     | Simon Mesonero     |

## Maglie e sponsor
Il fornitore ufficiale di materiale tecnico per la stagione 2013-2014 è Gpard, mentre lo sponsor di maglia è Keller AG für Druckmesstechnik.
| 1ª divisa | 2ª divisa |

## Organigramma societario
Area tecnica
- Allenatore: Boro Kuzmanović
- Allenatore in seconda: Dario Zuffi
- Preparatore dei portieri: Paolo Cesari
- Preparatori atletici:

## Calciomercato

### Sessione estiva
| Acquisti | Acquisti           | Acquisti   | Acquisti |
| R.       | Nome               | da         | Modalità |
| -------- | ------------------ | ---------- | -------- |
| C        | Antonio Marchesano | Bellinzona |          |
| C        | Davide D'Acunto    | Sciaffusa  |          |
| C        | Gianluca D'Angelo  | Bellinzona |          |
| D        | Simon Grether      | Bellinzona |          |
| P        | Sascha Studer      | Babelsberg |          |

| Cessioni | Cessioni               | Cessioni     | Cessioni |
| R.       | Nome                   | a            | Modalità |
| -------- | ---------------------- | ------------ | -------- |
| D        | Jonas Elmer            | Toronto FC   |          |
| D        | Beg Ferati             | Sion         |          |
| D        | Sead Jakupović         | Čelik Zenica |          |
| A        | Altin Osmani           | Bienne       |          |
| C        | Michel Sprunger        | Dornach      |          |
| C        | Josip Uzelac           | Istria 1961  |          |
| D        | Nick von Niederhäusern | Vaduz        |          |

### Sessione invernale
| Acquisti | Acquisti       | Acquisti        | Acquisti |
| R.       | Nome           | da              | Modalità |
| -------- | -------------- | --------------- | -------- |
| C        | Amin Tighazoui | Vaduz           |          |
| A        | Genc Krasniqi  | Grasshoppers II |          |
| C        | Fabian Ritter  | Basilea         |          |
| D        | Jonas Elmer    | Toronto FC      |          |

| Cessioni | Cessioni     | Cessioni | Cessioni |
| R.       | Nome         | a        | Modalità |
| -------- | ------------ | -------- | -------- |
| C        | Remo Freuler | Lucerna  |          |
| C        | Luca Radice  | Aarau    |          |

## Risultati

### Challenge League

#### Prima fase, girone di andata
| Arbitro: | Erlachner |

|                  |           |                |
| Rossini 38’, 88’ | Marcatori | 57’ Kuzmanovic |

| Arbitro: | Gut |

|                               |           |              |
| Di Nardo 60’ (rig.) Miani 67’ | Marcatori | 35’ Bengondo |

| Arbitro: | Superczynski |

|             |           |  |
| Baumann 90’ | Marcatori |  |

| Arbitro: | Schnyder |

|                                    |           |                          |
| Bengondo 5’ Radice 13’ Aratore 53’ | Marcatori | 25’ Begzadić 62’ Hassell |

| Arbitro: | Schärer |

|                                               |           |  |
| Tighazoui 22’ Sutter 38’ Pak 41’ Cecchini 54’ | Marcatori |  |

| Arbitro: | Amhof |

|  |           |                                                |
|  | Marcatori | 44’ (rig.) Kuzmanovic 60’ Bengondo 68’ Aratore |

| Arbitro: | Gut |

|             |           |                           |
| Aratore 23’ | Marcatori | 51’ Platero 76’ Tahirović |

| Arbitro: | Gut |

|            |           |            |
| Aratore 6’ | Marcatori | 89’ Tréand |

| Arbitro: | Fähndrich |

|  |           |                                      |
|  | Marcatori | 37’ (rig.), 73’ Aratore 87’ D'Acunto |

#### Prima fase, girone di ritorno
| Arbitro: | Jancevski |

|              |           |                                       |
| Mesonero 64’ | Marcatori | 8’ Neumayr 20’ Cecchini 90’ Muntwiler |

| Arbitro: | Graf |

|                                                              |           |                                         |
| Audino 3’, 68’, 82’ Brown 16’ Baumann 23’ (aut.) Platero 25’ | Marcatori | 18’ Marchesano 22’ Aratore 87’ Bengondo |

| Arbitro: | Schärer |

|                                      |           |                          |
| Aratore 5’ Sereinig 10’ Bengondo 66’ | Marcatori | 34’ Sabbatini 65’ Sadiku |

| Arbitro: | Superczynski |

|            |           |  |
| Tréand 22’ | Marcatori |  |

| Arbitro: | San |

|             |           |                                           |
| Hassell 45’ | Marcatori | 25’ (rig.), 57’ Bengondo 64’, 90’ Freuler |

| Arbitro: | Superczynski |

|                         |           |  |
| Pacar 5’ Marchesano 59’ | Marcatori |  |

| Arbitro: | Huwiler |

|             |           |  |
| Schuler 89’ | Marcatori |  |

| Arbitro: | Jancevski |

|              |           |  |
| Varvelli 90’ | Marcatori |  |

| Arbitro: | Gut |

|             |           |  |
| Schuler 71’ | Marcatori |  |

#### Seconda fase, girone di andata
| Arbitro: | Amhof |

|                |           |  |
| Holenstein 55’ | Marcatori |  |

| Arbitro: | Huwiler |

|                                   |           |             |
| Freuler 47’ Monighetti 53’ (aut.) | Marcatori | 36’ Hassell |

| Arbitro: | Gut |

|                           |           |                         |
| Kuzmanovic 8’ Schuler 90’ | Marcatori | 42’ Safari 75’ Salamand |

| Arbitro: | Superczynski |

|            |           |  |
| Urbano 56’ | Marcatori |  |

| Arbitro: | Schnyder |

|          |           |  |
| Rapp 64’ | Marcatori |  |

| Arbitro: | Gut |

|             |           |             |
| Aratore 52’ | Marcatori | 47’ Rossini |

| Arbitro: | Fähndrich |

|                                       |           |            |
| Krasniqi 75’ Bengondo 81’ Aratore 89’ | Marcatori | 50’ Hasler |

| Ginevra 23 marzo 2014, ore 15:00 CET 26ª giornata | Servette     | 0 – 0 referto | Winterthur | Stade de Genève (2 215 spett.)\| Arbitro: \| Superczynski \| |
| Arbitro:                                          | Superczynski |               |            |                                                              |

| Arbitro: | Huwiler |

|             |           |              |
| Aratore 57’ | Marcatori | 90’ Adaílton |

#### Seconda fase, girone di ritorno
| Arbitro: | Gut |

|                                   |           |  |
| Schnorf 40’ Vonlanthen 67’ (rig.) | Marcatori |  |

| Arbitro: | Superczynski |

|                            |           |                                 |
| Pak 12’, 23’ Burgmeier 42’ | Marcatori | 54’ Aratore 81’ (rig.) Bengondo |

| Winterthur 17 aprile 2014, ore 19:45 CEST 30ª giornata | Winterthur | 0 – 0 referto | Wil | Stadion Schützenwiese (2 200 spett.)\| Arbitro: \| Jaccottet \| |
| Arbitro:                                               | Jaccottet  |               |     |                                                                 |

| Arbitro: | Erlachner |

|  |           |           |
|  | Marcatori | 83’ Bašić |

| Arbitro: | Jancevski |

|                            |           |                            |
| Pignalberi 28’ Hassell 30’ | Marcatori | 26’ Aratore 86’ Kuzmanovic |

| Arbitro: | Fähndrich |

|             |           |                             |
| Aratore 12’ | Marcatori | 35’ (rig.) Marazzi 37’ Roux |

| Chiasso 10 maggio 2014, ore 17:30 CEST 34ª giornata | Chiasso | 0 – 0 referto | Winterthur | Stadio comunale Riva IV (700 spett.)\| Arbitro: \| Kuwari \| |
| Arbitro:                                            | Kuwari  |               |            |                                                              |

| Arbitro: | Bieri |

|  |           |                      |
|  | Marcatori | 43’ Kakoko 48’ Paiva |

| Arbitro: | Huwiler |

|                 |           |                            |
| Karlen 50’, 77’ | Marcatori | 18’ Kuzmanovic 89’ Schuler |

### Coppa Svizzera
| 17 agosto 2013, ore 17:30 CEST Primo turno | Brühl | – | Winterthur |  |

## Statistiche

### Statistiche di squadra
| Competizione     | Punti | In casa | In casa | In casa | In casa | In casa | In casa | In trasferta | In trasferta | In trasferta | In trasferta | In trasferta | In trasferta | Totale | Totale | Totale | Totale | Totale | Totale | DR |
| Competizione     | Punti | G       | V       | N       | P       | Gf      | Gs      | G            | V            | N            | P            | Gf           | Gs           | G      | V      | N      | P      | Gf     | Gs     | DR |
| ---------------- | ----- | ------- | ------- | ------- | ------- | ------- | ------- | ------------ | ------------ | ------------ | ------------ | ------------ | ------------ | ------ | ------ | ------ | ------ | ------ | ------ | -- |
| Challenge League | 42    | 18      | 8       | 5       | 5       | 24      | 21      | 18           | 3            | 4            | 11           | 21           | 29           | 36     | 11     | 9      | 16     | 45     | 50     | -5 |
| Coppa Svizzera   | -     | 0       | 0       | 0       | 0       | 0       | 0       | 0            | 0            | 0            | 0            | 0            | 0            | 0      | 0      | 0      | 0      | 0      | 0      | 0  |
| Totale           | 42    | 18      | 8       | 5       | 5       | 24      | 21      | 18           | 3            | 4            | 11           | 21           | 29           | 36     | 11     | 9      | 16     | 45     | 50     | -5 |

### Andamento in campionato
| Giornata  | 1 | 2 | 3 | 4 | 5 | 6 | 7 | 8 | 9 | 10 | 11 | 12 | 13 | 14 | 15 | 16 | 17 | 18 | 19 | 20 | 21 | 22 | 23 | 24 | 25 | 26 | 27 | 28 | 29 | 30 | 31 | 32 | 33 | 34 | 35 | 36 |
| --------- | - | - | - | - | - | - | - | - | - | -- | -- | -- | -- | -- | -- | -- | -- | -- | -- | -- | -- | -- | -- | -- | -- | -- | -- | -- | -- | -- | -- | -- | -- | -- | -- | -- |
| Luogo     | T | T | C | C | T | T | C | C | T | C  | T  | C  | T  | T  | C  | C  | T  | C  | T  | C  | C  | T  | T  | C  | C  | T  | C  | T  | T  | C  | C  | T  | C  | T  | C  | T  |
| Risultato | P | P | V | V | P | V | P | N | V | P  | P  | V  | P  | V  | V  | V  | P  | V  | P  | V  | N  | P  | P  | N  | V  | N  | N  | P  | P  | N  | P  | N  | P  | N  | P  | N  |
| Posizione | 6 | 9 | 8 | 5 | 6 | 6 | 6 | 7 | 4 | 6  | 6  | 6  | 6  | 6  | 5  | 5  | 5  | 5  | 5  | 5  | 5  | 5  | 5  | 5  | 5  | 6  | 6  | 6  | 6  | 6  | 6  | 6  | 6  | 6  | 6  | 6  |

Legenda:

Luogo: C = Casa; T = Trasferta. Risultato: V = Vittoria; N = Pareggio; P = Sconfitta.

### Statistiche dei giocatori
| M. Akanji      | 2  | 0  | 0  | 1 |
| M. Aratore     | 35 | 14 | 4  | 0 |
| P. Baumann     | 26 | 1  | 6  | 0 |
| P. Bengondo    | 32 | 9  | 4  | 1 |
| M. Brunetti    | 0  | 0  | 0  | 0 |
| M. Budimir     | 1  | 0  | 0  | 0 |
| D. D'Acunto    | 10 | 1  | 1  | 0 |
| G. D'Angelo    | 28 | 0  | 13 | 1 |
| A. Dakouri     | 3  | 0  | 0  | 0 |
| J. Elmer       | 18 | 0  | 2  | 0 |
| S. Exouzidīs   | 4  | 0  | 0  | 0 |
| R. Freuler     | 21 | 3  | 2  | 0 |
| S. Grether     | 21 | 0  | 2  | 0 |
| K. Hediger     | 0  | 0  | 0  | 0 |
| S. Iten        | 20 | 0  | 8  | 0 |
| B. Katanha     | 0  | 0  | 0  | 0 |
| G. Krasniqi    | 16 | 1  | 0  | 0 |
| K. Kuzmanovic  | 26 | 5  | 4  | 0 |
| C. Leite       | 21 | 0  | 1  | 0 |
| A. Marchesano  | 23 | 2  | 5  | 0 |
| S. Mesonero    | 7  | 1  | 1  | 0 |
| M. Minder      | 0  | 0  | 0  | 0 |
| J. Pacar       | 29 | 1  | 1  | 1 |
| P. Paulinho    | 16 | 0  | 3  | 0 |
| L. Radice      | 18 | 1  | 0  | 0 |
| F. Ritter      | 7  | 0  | 0  | 0 |
| P. Schuler     | 29 | 4  | 7  | 2 |
| T. Schättin    | 0  | 0  | 0  | 0 |
| D. Sereinig    | 18 | 1  | 1  | 0 |
| D. Simijonovic | 9  | 0  | 1  | 0 |
| S. Studer      | 15 | 0  | 0  | 0 |
| A. Tighazoui   | 8  | 0  | 1  | 0 |
| N. Zuffi       | 12 | 0  | 4  | 0 |
| T. Çiçek       | 4  | 0  | 1  | 0 |